# Franz Platko
Ferenc Plattkó Kopiletz (Budapest, Hungría, 2 de diciembre de 1898-Santiago, Chile, 2 de septiembre de 1983), conocido también como Franz Platko o Francisco Platko, fue un futbolista húngaro que se desempeñó como guardameta en los años 20, y como entrenador entre los años 30 y 50.

## Biografía
Destacó con la selección húngara y en la liga española, como guardameta del FC Barcelona. Como técnico, destacó siendo tres veces campeón con Colo-Colo de Chile e introdujo las tácticas en el fútbol chileno. Aparte de destacar por sus cualidades como guardameta, pasó a la posteridad gracias al poeta Rafael Alberti, que le dedicó un poema.
Hermano de los también entrenadores en la liga española Esteban y Carlos Platko, coincidieron, por ejemplo, la tª 34-35 Francisco en el Barcelona en 1.ª División (6.º), y en 2.ª División, Esteban en el Valladolid (2.º, gr I) y Carlos en el Sporting de Gijón (3.º, gr I). Entre otros equipos, entrenaron a Tarrasa, Sport Club de Badajoz, CD Palencia, Granada CF, RC Celta, Gerona CF, Constancia de Inca y RCD Mallorca, además de Valladolid y Gijón.
Tras su muerte en 1983, sumido en el abandono y la pobreza por los gastos asociados a un cáncer, sus restos se perdieron en el Cementerio General de Santiago. El 19 de abril de 2015 fue localizado y trasladado al Mausoleo de Los Viejos Cracks del Colo-Colo, ceremonia oficial en celebración de los 90 años del club chileno.

## LaOda a Platko, de Rafael Alberti

FC Barcelona 1928-1929

El poema Oda a Platko, de Rafael Alberti, tiene su origen en el primer partido de la final de la Copa de España de 1928 que enfrentó en Santander al FC Barcelona y a la Real Sociedad de San Sebastián. Alberti narró así lo que vivió en aquel partido: “(...) Un partido brutal. (...) Se jugaba un partido de fútbol, pero también el nacionalismo. (...) Platko, un gigantesco guardameta húngaro, defendía como un toro el arco catalán. Hubo heridos, culatazos de la Guardia Civil y carreras del público. En un momento desesperado, Platko fue acometido tan furiosamente por los de la Real Sociedad que quedó ensangrentado, sin sentido, a pocos metros de su puesto, pero con el balón entre sus brazos (...) apareció de nuevo, vendada la cabeza, fuerte y hermoso, decidido a dejarse matar. (...)”. Posteriormente Alberti escribió el poema.

### Oda a Platko[3]
No nadie, nadie, nadie.

Camisetas azules y blancas, sobre el aire.

camisetas reales,

contrarias, contra ti, volando y arrastrándote.

Platko, Platko lejano,

rubio Platko tronchado,

tigre ardiente en la yerba de otro país.

¡ Tú, llave, Platko, tu llave rota,

llave áurea caída ante el pórtico áureo (...)[]

## Clubes

### Como jugador
| Club                  | País           | Año       |
| --------------------- | -------------- | --------- |
| Vas-és Fémmunkások    | Hungría        | 1914-1918 |
| Wiener AF             | Austria        | 1919-1920 |
| Sparta de Praga       | Checoslovaquia | 1921      |
| MTK Budapest F. C.    | Hungría        | 1922-1923 |
| F. C. Barcelona       | España         | 1923-1930 |
| Racing Club de Madrid | España         | 1931      |
| Diriangen             | Nicaragua      | 1932-1933 |

### Como entrenador
| Club                                      | País           | Año       |
| ----------------------------------------- | -------------- | --------- |
| Basel                                     | Suiza          | 1932-1933 |
| F. C. Mulhouse                            | Francia        | 1933      |
| Racing Club de Roubaix                    | Francia        | 1933-1934 |
| F. C. Barcelona                           | España         | 1934-1935 |
| Académico F. C.                           | Portugal       | 1935      |
| Selección de fútbol de los Estados Unidos | Estados Unidos | 1935-1936 |
| Venus Bucureşti                           | Rumania        | 1936-1937 |
| Real Club Celta de Vigo                   | España         | 1937-1939 |
| Colo-Colo                                 | Chile          | 1939-1940 |
| River Plate                               | Argentina      | 1940      |
| Colo-Colo                                 | Chile          | 1941-1942 |
| Selección de fútbol de Chile              | Chile          | 1941-1945 |
| Santiago Wanderers                        | Chile          | 1942      |
| River Plate                               | Argentina      | 1943-1944 |
| Magallanes                                | Chile          | 1944-1945 |
| Real Valladolid                           | España         | 1945-1946 |
| Colo-Colo                                 | Chile          | 1946      |
| Santiago Morning                          | Chile          | 1947-1948 |
| Boca Juniors                              | Argentina      | 1949      |
| River Plate                               | Argentina      | 1950-1952 |
| Colo-Colo                                 | Chile          | 1953      |
| Boca Juniors                              | Argentina      | 1953-1954 |
| F. C. Barcelona                           | España         | 1955-1956 |
| San Luis                                  | Chile          | 1965      |

## Palmarés

### Como jugador

#### Campeonatos regionales
| Título                           | Club            | Región   | Año     |
| -------------------------------- | --------------- | -------- | ------- |
| Campeonato de Cataluña de fútbol | F. C. Barcelona | Cataluña | 1923/24 |
| Campeonato de Cataluña de fútbol | F. C. Barcelona | Cataluña | 1924/25 |
| Campeonato de Cataluña de fútbol | F. C. Barcelona | Cataluña | 1925/26 |
| Campeonato de Cataluña de fútbol | F. C. Barcelona | Cataluña | 1926/27 |
| Campeonato de Cataluña de fútbol | F. C. Barcelona | Cataluña | 1927/28 |
| Campeonato de Cataluña de fútbol | F. C. Barcelona | Cataluña | 1929/30 |

#### Campeonatos nacionales
| Título                     | Club            | País   | Año       |
| -------------------------- | --------------- | ------ | --------- |
| Copa del Rey               | F. C. Barcelona | España | 1925      |
| Copa del Rey               | F. C. Barcelona | España | 1926      |
| Copa del Rey               | F. C. Barcelona | España | 1928      |
| Primera División de España | F. C. Barcelona | España | 1928/1929 |

### Como entrenador

#### Campeonatos regionales
| Título                           | Club            | Región   | Año     |
| -------------------------------- | --------------- | -------- | ------- |
| Campeonato de Cataluña de fútbol | F. C. Barcelona | Cataluña | 1934/35 |

#### Campeonatos nacionales
| Título                    | Club      | País  | Año  |
| ------------------------- | --------- | ----- | ---- |
| Primera División de Chile | Colo-Colo | Chile | 1939 |
| Primera División de Chile | Colo-Colo | Chile | 1941 |
| Primera División de Chile | Colo-Colo | Chile | 1953 |

| Predecesor: Nicolás Lombardo José Luis Boffi | Director técnico de Colo-Colo 1939-1943 1953-1955 | Sucesor: Arturo Torres Jorge Robledo |